# 無教堂帶

根據美國人宗教認同調查，製作的美國本土48州最普遍的幾個宗教信仰比例地圖。圖中灰色地區表示該地以「無宗教信仰」人口佔優勢。

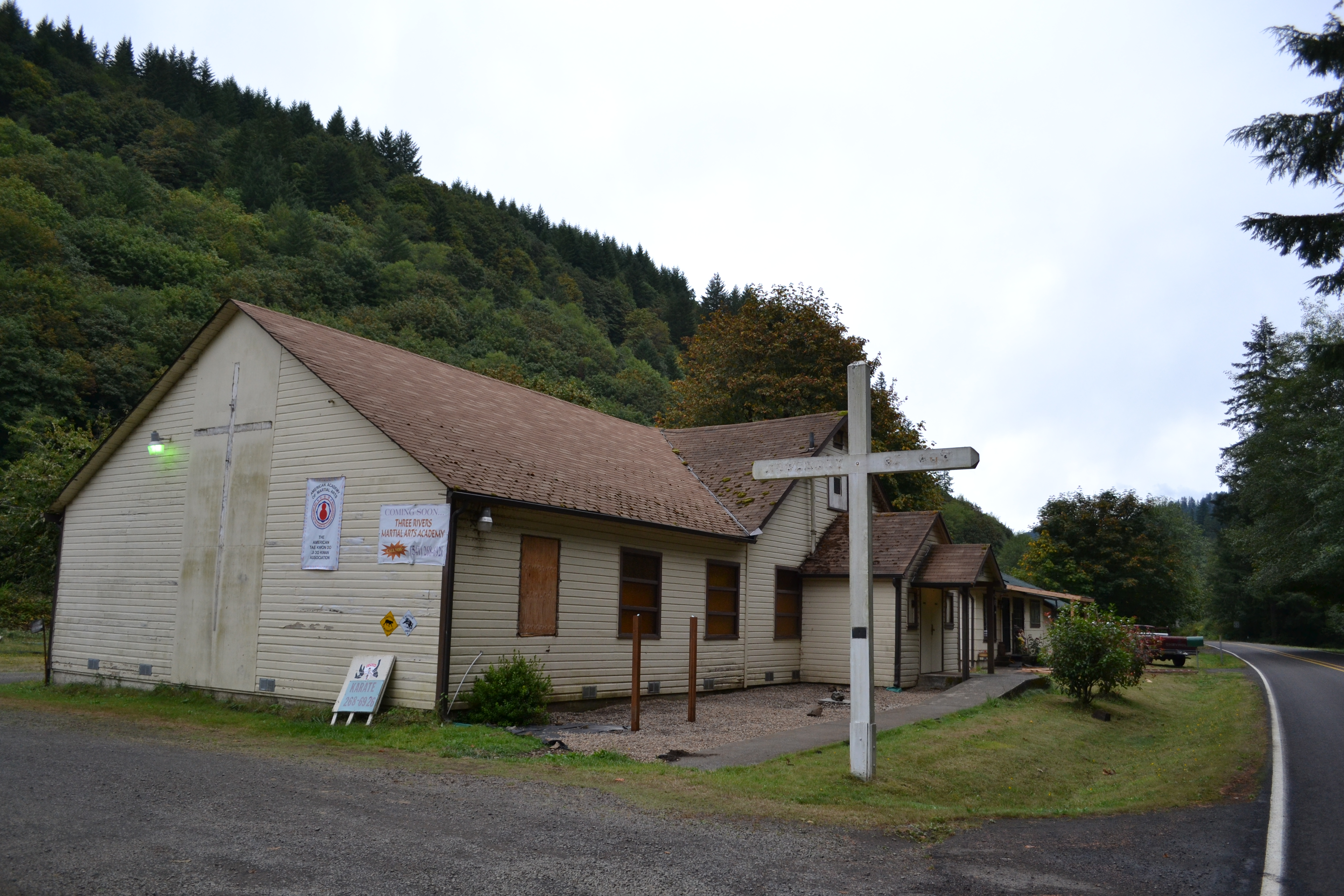
位於奧勒岡州泰德 (奧勒岡州)裡，過去曾是教堂的建築物。目前是該村跆拳道館。

無教堂帶（英語：Unchurched Belt）是美國西部宗教人口較低的帶狀地區，與聖經帶在概念上相對。「無教堂帶」一詞最初由美國宗教社會學家羅德尼·斯塔克與威廉·希姆斯·本布里奇於1985年共同提出，他們發現位於美國西岸的加利福尼亞州、奧勒岡州與華盛頓州在1971年時擁有全美國最低的宗教人口比例，而且從1971年到1980年間，這個比例只出現輕微改變。不過，1980年時，加州的教會會眾人數比例有所上升 ；2000年時，加州的宗教人口比例已經超越許多美國東北部與中西部州份。另有些宗教團體並未列入調查結果中。
2000年時，奧勒岡州、華盛頓州、阿拉斯加州、內華達州、緬因州和西維吉尼亞州等6個美國州份回報境內有宗教信仰的人口相當低。其中，西維吉尼亞州雖然回報境內宗教信仰人口相當低，但其教會參與率卻高於全美平均值。社會學家塞謬爾·希爾（Samuel S. Hill）曾對《北美宗教地圖集》（North American Religion Atlas）與美國人宗教認同調查進行筆記，最後認為「西維吉尼亞有不成比例的大型數值」未被納入計算。2006年，蓋洛普公司報告指出，美國本土48州中，教堂參與率最低的州份是內華達州，新英格蘭地區各州（包括康乃狄克州、新罕布夏州、佛蒙特州、羅德島州、麻塞諸塞州與緬因州）的參與率也相當低；至於美國西部的奧勒岡州、華盛頓州與加州則略高一些。另一份由蓋洛普發表於2008年的民意調查則顯示：美國西部人口中，信仰上帝的人口比例只有59%，遠低於美國東部的80%、中西部的83%與南部的86%。
對於美國西部是否仍為「無教堂帶」，有許多爭論；因為新英格蘭地區無宗教信仰的人口比例相當高，甚至超越美國西部。在州的層級上，哪個州份才是宗教人口最少的州，仍不清楚；2008年的美國人宗教認同調查將佛蒙特州評為無宗教信仰人口比例最高的州，佔34%；但2009年時，蓋洛普則將奧勒岡州評為「無宗教、無神論、不可知論」人口比例最高的一州，佔24.6%。